# Robert Foley
Robert William Foley (Sekondi, 7 giugno 1946) è un ex calciatore ghanese.

## Carriera
Partecipò alle Olimpiadi del 1968.